# Antonshof (Schwechat)

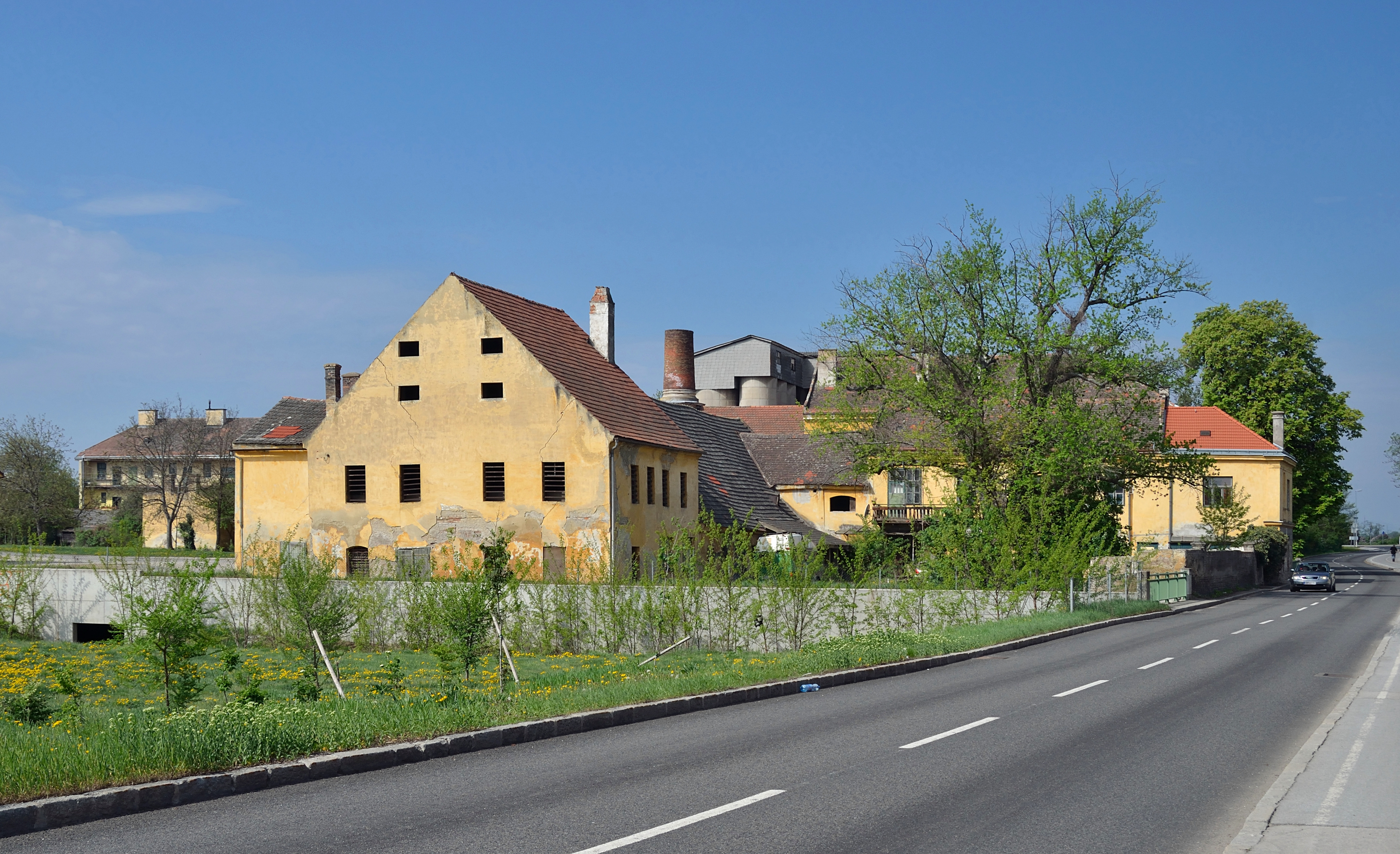
Antonshof

Der Antonshof ist ein heute weitgehend funktionsloser Gutshof in Schwechat in Niederösterreich.
Er befindet sich südlich des Stadtgebietes am Zusammenfluss von Liesing und Schwechat, der durch den Gutshof fließt. Auf dem Areal des Gutshofes liegt auch die wesentlich ältere Schwarzmühle. Zusammen mit dem Aichhof wurde der Antonshof von Anton Dreher im Rahmen der Bierproduktion in Schwechat genutzt. Der Gutshof befindet sich noch heute im Besitz der Familie Dreher, wird aber nur noch zur Pferdezucht verwendet.
Zwischen Juni und Dezember 1944 wurden am Antonshof ungarische Juden zur Zwangsarbeit gezwungen. Auf dem Gutshof mussten sich 52 Personen ein Zimmer teilen. Die meisten Häftlinge wurden im Dezember 1944 in das KZ-Außenlager Wien-Floridsdorf, ein Außenlager des KZ Mauthausen, überstellt.